# Hrabstwo Isabella
Isabella – hrabstwo w stanie Michigan w USA. Siedzibą hrabstwa jest Mount Pleasant. Zostało nazwane na cześć Izabeli I Katolickiej.

## CDP
- Beal City
- Loomis
- Mount Pleasant (miasto)
- Weidman

## Wioski
- Lake Isabella
- Rosebush
- Shepherd

## Hrabstwo Barry graniczy z następującymi hrabstwami
- północ – hrabstwo Clare
- wschód – hrabstwo Midland
- południowy wschód – hrabstwo Gratiot
- południowy zachód – hrabstwo Montcalm
- zachód – hrabstwo Mecosta